# Якимково (Башкортостан)
Якимково (Екимково) — исчезнувшее село в городском округе «Нефтекамск» Башкортостана.

## География
Село Якимково располагалось на левом берегу реки Берёзовки (левого притока Камы) в 9 км к юго-востоку от города Нефтекамска, в 17 км от Николо-Берёзовки, в 115 км от Ижевска, в 100 км к северо-западу от Бирска, в 182 км от Уфы и в 246 км к югу от Перми. Близлежащие населённые пункты: Енактаево (2,5 км), Крым-Сараево (3,5 км), Кариево (6 км), Ташкиново (6 км), Арлан (6 км), Новый Чуганак (7 км), Урал (6 км), Дунаево (7 км), Новоуразаево (7,5 км).

## История
В письменных источниках деревня Якимкова впервые упоминается в 1744 году, в ревизских сказках 2-й ревизии. Согласно договорной записи башкир Гарейской волости от 20 (31) декабря 1788 года:
По учиненному Уфимскаго наместничества в палате гражданскаго суда декабря двадесятого ж числа определению, по силе указов е. и. в. 1757-го июня 23-го и 759-го годов ноября 30-го чисел, Уфимскаго наместничества, Мензелинской округи, Гарейской волости, команды старшины Аднагула Темирова вотченники башкирцы разных деревень поверенные, в роде своем не последние, Абсалям Урусметев, Ягофер Игдевлетев, Агбес Урусметев, Зиянбеть Зиянгулов, Салим Гумеров, Асакей Урусметев, Абтей Игметев, Имангул Зиянгулов, Валиш Ишеев, Кинзекей Урусметев по поверенному от товарищей наших оной же Гарейской волости вотченников-башкирцов старшины Аднагула Темирова с товарищи письму, которое представлено во оную гражданскую палату, будучи в городе Уфе, в палате гражданскаго суда от крепостных дел дали сию запись Пермскаго наместничества, Осинской округи, дворцовой Касевской волости, деревни Мариной дворцовым крестьянам Василью Перфильеву, Ивану и Лаврентью Матвеевым, Осипу Михайлову сыну Стерлядеву, Селиверсту Яковлеву, Петру Иванову, Алексею Григорьеву сыну Шитову в том, что отдали мы, поверенные Абсалям Урусметев с товарищи, от имени оной нашей Гарейской волости вотченников-башкирцов старшины Аднагула Темирова с товарищи, всего и с нами живущия в 17 дворах, з большими и малыми, все со общаго мирскаго согласия им, крестьянам Перфильеву с товарищи, владеемую свою вотчинную крепостную землю с чёрным лесом и речкою по нижеписанным урочищам: первая межа к стороне деревни Крым-Сараевой по таловому логу, а от оного логу на Алдиян с половиною оной Алдияны, а от оной на вершину речки Камышловки, а от оной до межи Янзигитовой, а со оной на Алдиян, а с Алдияна на вершину речки, называемой Уркилгу, а с вершины оной по полевому краю по зимной дороге и по мирской меже, от Сухой речки идти по сказанной по зимней дороге на помянутой таловой лог; отдали тою Мурзинскую землю деревни Якимовой ему, Перфильеву с товарищи, поселиться дворами сроком на 40 лет. И в написанных межах пашню пахать, сено косить и в потребных местах лес росчищать, старые борти не рубить и вновь не разделывать, зверей и рыбу ловить, хмель щипать, калину брать. И естли во оных межах ис посторонних людей кто станет во изворотах им препядствовать, то нам, башкирцам, ево, Перфильева с товарищи, очищать и владеть до показаннаго срочнаго времени. А как оной срок выйдет, то и впредь на 40 же лет ему, Перфильеву с товарищи, отдать имеют и жить по тому ж как ему, Перфильеву с товарищи, так и наследникам их на оной земле, и платить оброку з двора на каждой год по 10 коп., а посторонних людей не допускать. За которую землю и сенные покосы, также и за лес со всеми угодьи мы, башкирцы, с него, Перфильева с товарищи, взяли денег 90 руб. Оная ж земля с покосами и лесом прежде сего нами никому не продана и в кортом не отдана, и ни в каких договорах и крепостях не укреплена. И естли во оной земле от кого-либо произойдет спор и причинятся убытки, то нам, башкирцам, ему, Перфильеву с товарищи, женам, детям и наследникам их те причиненные убытки платить по их скаске…
Согласно ревизским сказкам 5-й ревизии, в 1795 году в Якимково переселились русские дворцовые крестьяне из деревни Марьино и рядя других деревень. В то время административно-территориально деревня относилась к Бирскому уезду Уфимской области Уфимского наместничества. В 1796—1865 годах — в составе Оренбургской губернии. По состоянию на 1850 год деревня Якимкова входила в состав Никольского сельского общества Андреевской волости Бирского уезда Уфимского округа Оренбургской губернии.
В 1869 году в деревне Якимково имелись 2 водяные и 3 ветряные мельницы, 10 лавок, по средам проводился базар. В 1882 году открылась православная церковь и церковно-приходская школа. По данным на 1895 год в селе Якимково имелся магазин для хлебных запасов на случай недородов, 6 жителей имели лавки.
В 1865 году из части территории Оренбургской губернии была создана Уфимская губерния и село Якимково, в составе Бирского уезда, перешло в её административно-территориальное подчинение. По состоянию на 1895 год Якимково относилось к Касёвской волости Бирского уезда. В 1922—1930 годах — село в Калегинской волости Бирского кантона Башкирской ССР. С упразднением кантонного деления Башкирской АССР в 1930 году, село Якимково вошло в состав Краснокамского района. В 1932 году Краснокамский район был присоединён к Калтасинскому району и Якимково перешло в административно-территориальное подчинение этого района. В 1935 году район вновь был разделён на Калтасинский и Краснокамский, и Якимково снова оказалось в составе Краснокамского района. В связи с проведённым в 1965 году укрупнением районов, Краснокамский район был снова упразднён и Якимково вторично оказалось в составе Калтасинского района. Указом Президиума Верховного Совета РСФСР от 31 марта 1972 года был вновь образован Краснокамский район, куда вошёл Ташкиновский сельсовет, к которому принадлежала Якимково.
Якимково прекратило существование в 1980 году.

## Демография
В 1795 году население Якимково составляло 78 человек дворцовых крестьян, в 1816 году — 241 человек (117 мужчин и 124 женщины), в 1834 году — 373 человека (172 мужчины и 201 женщина), в 1850 году — 544 человека (252 мужчины и 292 женщины). В 1870 году в деревне было 94 двора, население составляло 677 человек (331 мужчина и 346 женщин).  По состоянию на 1895 год в селе было 153 двора, население составляло 896 человек. По переписи 1920 года в Якимково было 163 двора, население составляло 847 человек (353 мужчины и 494 женщины). Преобладало русское население. В 1925 году насчитывалось 164 хозяйства. В 1969 году население составляло 214 человек. Последние жители покинули село в 1980 году.

## Религия
В 1882 году в Якимково начала действовать Златоверхникова церковь. До этого жители деревни относились к приходу Петропавловской церкви села Касёво. В советский период церковь закрылась, её помещение использовали под конюшню.

## Якимковские городища
В районе села Якимково расположены городища, относимые к Чегандинской археологической культуре (IV век до н. э. — V век).

### Якимковское I городище
Городище расположено на длинном, высоком мысу между двумя оврагами, в 2 км к северу от села. Восточная сторона укреплена кольцевым валом, возвышающимся у восточного края на 2 метра в виде кургана. С западной стороны высота вала составляет около 1 метра при ширине до 20 метров. Вал занимает территорию в 2500 м². Северная сторона вала разрушена. Городище также защищено кокошникообразным валом (расположенным в 200 метрах от кольцевого вала) и рвом длиной около 150 метров.
В 1913 году археолог Л. А. Беркутов произвёл здесь раскопки. Беркутовым были найдены «черепки, пряслица, кости и зубы животных. Черепки красной и чёрной глины с примесью крупных и мелкотолченых раковин, с дырочками и ногтевым орнаментом». В 1910-е годы археолог Тюнин нашёл здесь бляхи из сплава белой бронзы и мотыгу, а Ф. Стрельцов обнаружил железный меч с серповидным навершием. Находки хранятся в Сарапульском музее.

### Якимковское II городище
Якимковское II городище, также известно под названием Кереметь. Расположено в 400 метрах от реки Березовки, в 1 км к северо-востоку от села. Находится на высоком мысу, разветвляющемся южнее городища. Представляет собой площадку, укреплённую кольцевым валом. Площадь городища составляет 1200 кв. м. Высота вала — от 2 до 3 метров, ширина — от 15 до 20 метров, общая длина — около 170 метров.

## Топографические карты
- Лист карты O-40-133. Масштаб: 1 : 100 000. Состояние местности на 1982 год. Издание 1983 г.